# كوياغة
الكوياغة (الاسم العلمي: Koyaga) هي جنس من الحشرات تتبع الفصيلة الليليات من رتبة حرشفيات الأجنحة.

## أنواع الكوياغة
- كوياغة زائفة
- كوياغة قرصية
- كوياغة شيخة
- كوياغة مخضوضرة
- كوياغة خضراء الصبغة